# Radiotelefon mobil

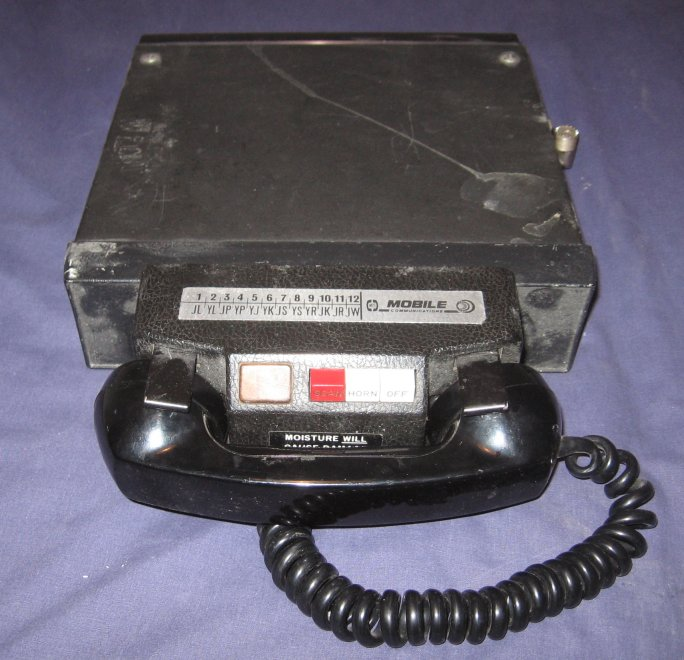
Un telefon mobil radio.

Radiotelefoanele mobile au fost sisteme telefonice de tip wireless care au precedat forma modernă de telefonie mobilă a tehnologiei de telefonie. Întrucât au fost predecesorii primei generații de telefoane celulare, aceste sisteme sunt uneori denumite retroactiv drept sisteme pre-celulare (sau uneori generație zero, adică 0G). Tehnologiile utilizate în sistemele pre-celulare includ sistemele Push to Talk (PTT sau manual), Mobile Telephone Service (MTS), Improved Mobile Telephone Service (IMTS) și Advanced Mobile Telephone System (AMTS). Aceste sisteme de telefonie mobilă timpurie se pot distinge de sistemele de radiotelefon închise anterior, prin faptul că erau disponibile ca un serviciu comercial care făcea parte din rețeaua de telefonie publică comutată, cu propriile lor numere de telefon, mai degrabă decât ca parte a unei rețele închise cum ar fi un radio de poliție. sau sistem de expediere taxi.
Aceste telefoane mobile erau de obicei montate în mașini sau camioane (astfel numite telefoane auto), deși au fost realizate și modele de servietă. De obicei, transceiver-ul (transmițător-receptor) a fost montat în portbagajul vehiculului și atașat la „capul” (cadran, afișaj și receptor) montat lângă scaunul șoferului.
Au fost vândute prin intermediul WCC-urilor (Wireline Common Carriers, de exemplu, companii de telefonie), RCC-uri (Radio Common Carriers) și dealeri radio bidirecționali.

## Vezi și
- Walkie-talkie
- Lista generațiilor de telefoane mobile
- 1G
- 2G
- 3G
- 4G
- 5G
- Stație de radio amator
- Serviciul de telefonie mobilă - (Un sistem de radio VHF precelular care s-a legat de PSTN)
- radiotelefon -  (Un dispozitiv de comunicare pentru transmiterea vorbirii prin radio)
- Telefon prin satelit

## Legături externe
- Mobile Phone History
- Mobile Phone Generations
- Storno.co.uk Arhivat în 19 decembrie 2019, la Wayback Machine.
- Evolution of Mobile Wireless Technology from 0G to 5G